# Espanhol amazônico
O español amazónico ou español de la selva (do castelhano espanhol amazônico(pt-BR) ou amazónico(pt-PT?), ou espanhol da selva), é uma variante espanhola falado na Amazônia, especialmente no Equador, partes da Colômbia, sul da Venezuela e as províncias peruanas de Loreto e Ucaiáli, nas áreas adjacentes e, no departamento do Amazonas da Colômbia.

## Recursos distintos

### Morfossintaxe
Uma das características distintivas do espanhol amazônico é o método de construir a forma possessiva: os falantes dizem "de la X su Y " (do X é Y), em vez do espanhol padrão "la Y de X" (o Y de X). Outra característica gramatical distinta é o uso de formas possessivas no lugar de certas formas genitivas; compare o espanhol padrão "Le preguntó a la yaminahua delante de mí" (Ele perguntou à mulher Yaminahua na minha frente) com o espanhol amazônico "Le preguntó a la yaminahua en mi delante" (Ele perguntou à mulher Yaminahua na minha frente).).
Os nomes pessoais são prefixados com um artigo definido (el ou la, dependendo do gênero).

## Fonologia
/x/ e especialmente a sequência /xw/ são frequentemente realizados como [f] (como em Juana [ˈfana]).
O espanhol amazônico também incorpora palavras e expressões emprestadas de línguas indígenas locais.